# Pagliaccio

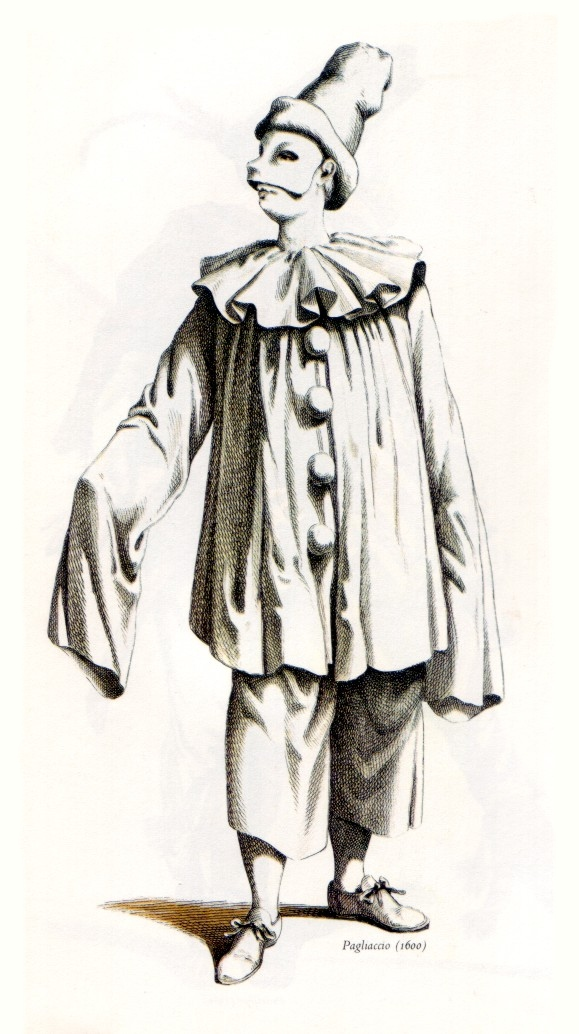
Pagliaccio, Figurine von Maurice Sand

Pagliaccio (italienisch für Clown) ist eine Figur aus der italienischen Commedia dell’arte und gehört mit Arlecchino und Brighella zu den Zanni, den Dienerfiguren. Das Wort wird vom italienischen bajaccia für „Spötterei“, oder bajaccio für „Spötter“ abgeleitet. Eine andere mögliche Herkunft des Namens ist das italienische paglia für „Stroh“ (französische paille hachée für „gehäckseltes Stroh“).
Er wurde als Gegengewicht zum dunkelgesichtigen, daher auch teuflischen Pulcinella eingesetzt. Ursprünglich tollpatschig und dumm, zu Imitationen anderer Figuren neigend, entwickelte diese Maske im Lauf der Zeit immer mehr romantische Züge, auch wenn er (nicht nur) im Buhlen um die „Herzensdame“ den Kürzeren zieht. Eine verwandte Maske in der Commedia dell’arte ist Pedrolino, eine eher treue und ehrliche Dienerfigur.
In seinem meist übergroßen weißen Gewand gilt er mit Pedrolino als einer der Vorläufer des Pierrot, wie ihn etwa Jean-Louis Barrault als Pantomime im Film Kinder des Olymp (1943/45) darstellte, nachdem sich diese Figur im französischen Theater weiterentwickelt hatte und durch Jean-Gaspard Deburau verfeinert und dem Pariser Geschmack angeglichen wurde.
Das Wort Pagliaccio wandelt auch zu Bajazzo (und „Bajass“ in manchen deutschen Dialekten).
Der ruhrdeutsche Sprachgebrauch führt ihn als „Paias“, eindeutig pejorativ gemeint.
Das jiddische „Pojaz“ ist gleichbedeutend mit „Bajazzo“.